# Finestra inginocchiata

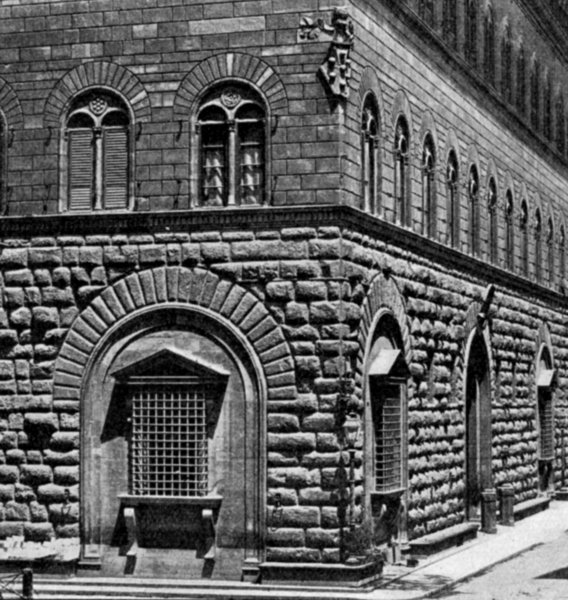
Les Finestre inginocchiate du palais Medici-Riccardi (Florence).

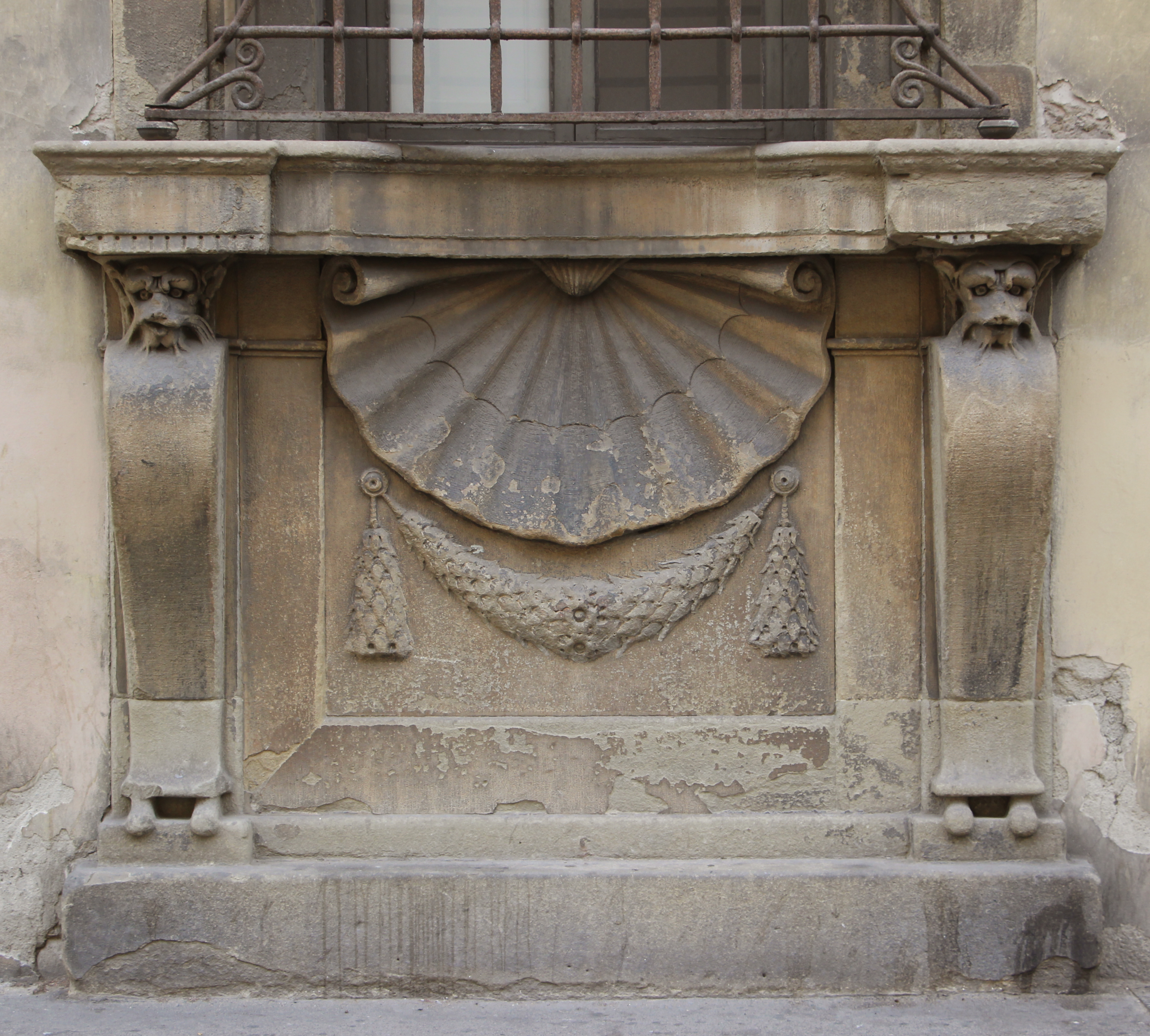
Tablette et jambages d'une fenêtre du Casino Mediceo di San Marco.

La finestra inginocchiata (au pluriel finestre inginocchiate, en français : « fenêtre agenouillée ») est un terme italien pour définir un type d'ouverture utilisé à partir du Cinquecento, principalement dans les palais toscans de Florence.

## Description
Il s'agit d'un modèle monumental de fenêtre employé exclusivement au rez-de-chaussée donnant sur la rue. Elle se présente avec une tablette d'appui reposant sur deux consoles à volutes en saillie qui rappellent de profil la forme d'un genou, d'où son nom. Typique de la  période maniériste et du baroque toscan, elle est habituellement couronnée par un tympan et fermée d'une robuste grille, avec d'éventuelles décorations souvent zoomorphes : par exemple les deux consoles sont souvent sculptées avec des pattes léonines entre lesquelles le soubassement s'embellit parfois d'un bas-relief.
Les premières finestre inginocchiate sont reconnues être celles du palais Medici-Riccardi à Florence. Elles furent réalisées sur la base d'un modèle dessiné par Michel-Ange. Il en reste un dessin de sa main à la Casa Buonarroti et l'invention est aussi citée par Vasari.
Parmi les architectes qui ont œuvré avec enthousiasme à la création et à la décoration de finestra inginocchiata, il y eut Bartolomeo Ammannati et Bernardo Buontalenti.

## Sources
- (it) Cet article est partiellement ou en totalité issu de l’article de Wikipédia en italien intitulé « Finestra inginocchiata » (voir la liste des auteurs).